# Garde communale
Garde Communale (em árabe: الحرس البلدي) foi uma tropa paramilitar encarregada de monitorar e proteger os municípios durante a Guerra Civil Argelina.

## Criação
A Garde Communale foi criada em 1996 como força auxiliar do governo argelino, sob o impulso da autoridade das Forças Armadas Nacionais Argelinas. Desempenhou um papel significativo na guerra antiterrorista contra os grupos armados islamistas.

## História
Durante a Guerra Civil Argelina, as forças do Exército Argelino responsáveis pela segurança do país nas grandes cidades e comunas, foram confrontadas com ataques terroristas crescentes que causavam muitas baixas em suas fileiras. As autoridades militares, desejosas de aliviar o exército, que praticamente sozinho suportava o peso da luta antiguerrilha, decidiram, em conjunto com o Ministério do Interior, criar uma guarda comunitária em 3 de agosto de 1996.
Para fazer isso, recrutavam a partir do mesmo agrupamento das facções guerrilheiras e dos bandos armados locais. A juventude da antiga Frente Islâmica de Salvação ingressou na guarda, por cálculo político ou por necessidade. Na difícil situação econômica dos jovens, um emprego na segurança era uma dádiva.
Os recrutas eram supervisionados pela Gendarmerie Nationale e recebiam um treinamento acelerado de dois meses, usavam o uniforme e eram pagos, o governo podia oferecer-lhes vantagens como moradia e veículos, porém continuava suspeitoso e não lhes confiava armamento mais sofisticado.
A Garde Communale foi colocada sob a autoridade dos autarcas da Delegação Executiva Comunitária (DEC) e dos walis (prefeitos) e integrada no novo sistema de luta antiguerrilha, a guarda conseguiu assegurar as áreas urbanas reconquistadas e permitir que o corpo do exército antiterrorista realizasse seus primeiros ataques contra os maquis do Grupo Islâmico Armado em 1994. Os membros da guarda não deixaram os centros das cidades em seus estágios iniciais e só operavam dentro dos centros urbanos. A Garde Communale foi algumas vezes empregada em operações de busca contra grupos armados islamistas nas montanhas.

## Dissolução
A Garde Communale foi dissolvida por decreto em 31 de outubro de 2012.